# Karl-Heinz Franke (Maler)

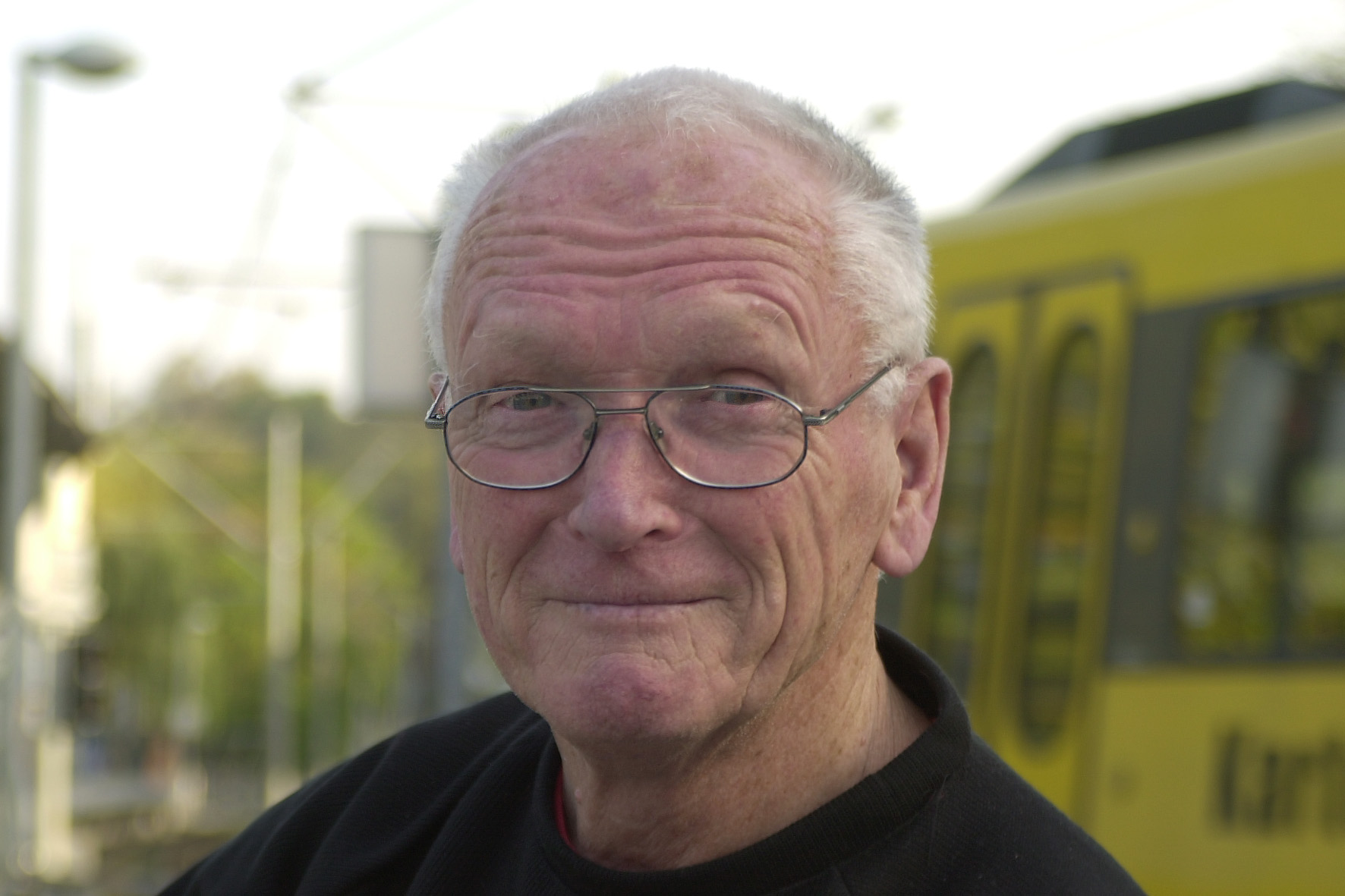
Karl-Heinz Franke

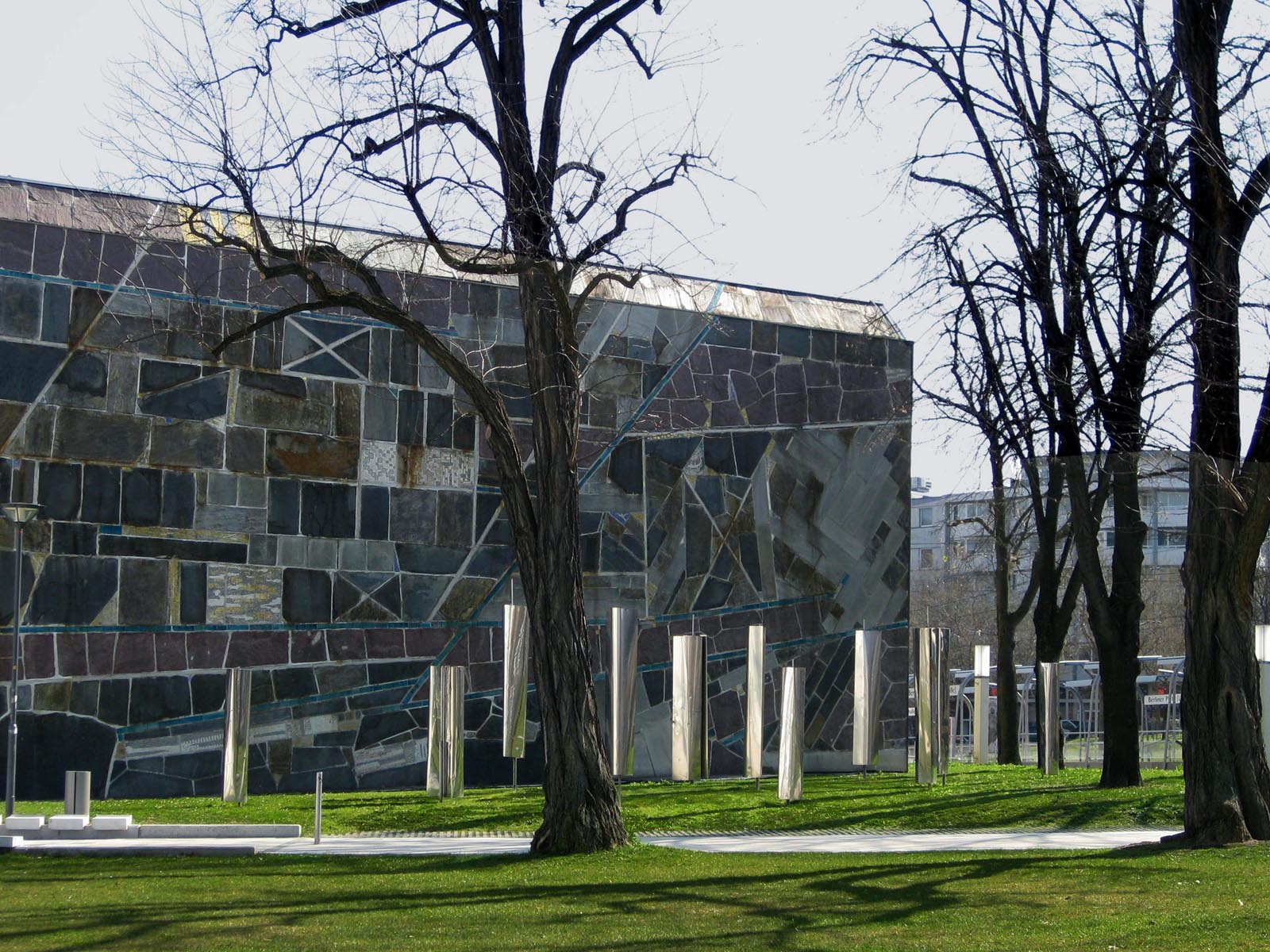
Karl-Heinz Franke: Edelstahl-Säulenwald, 1979, Stuttgart

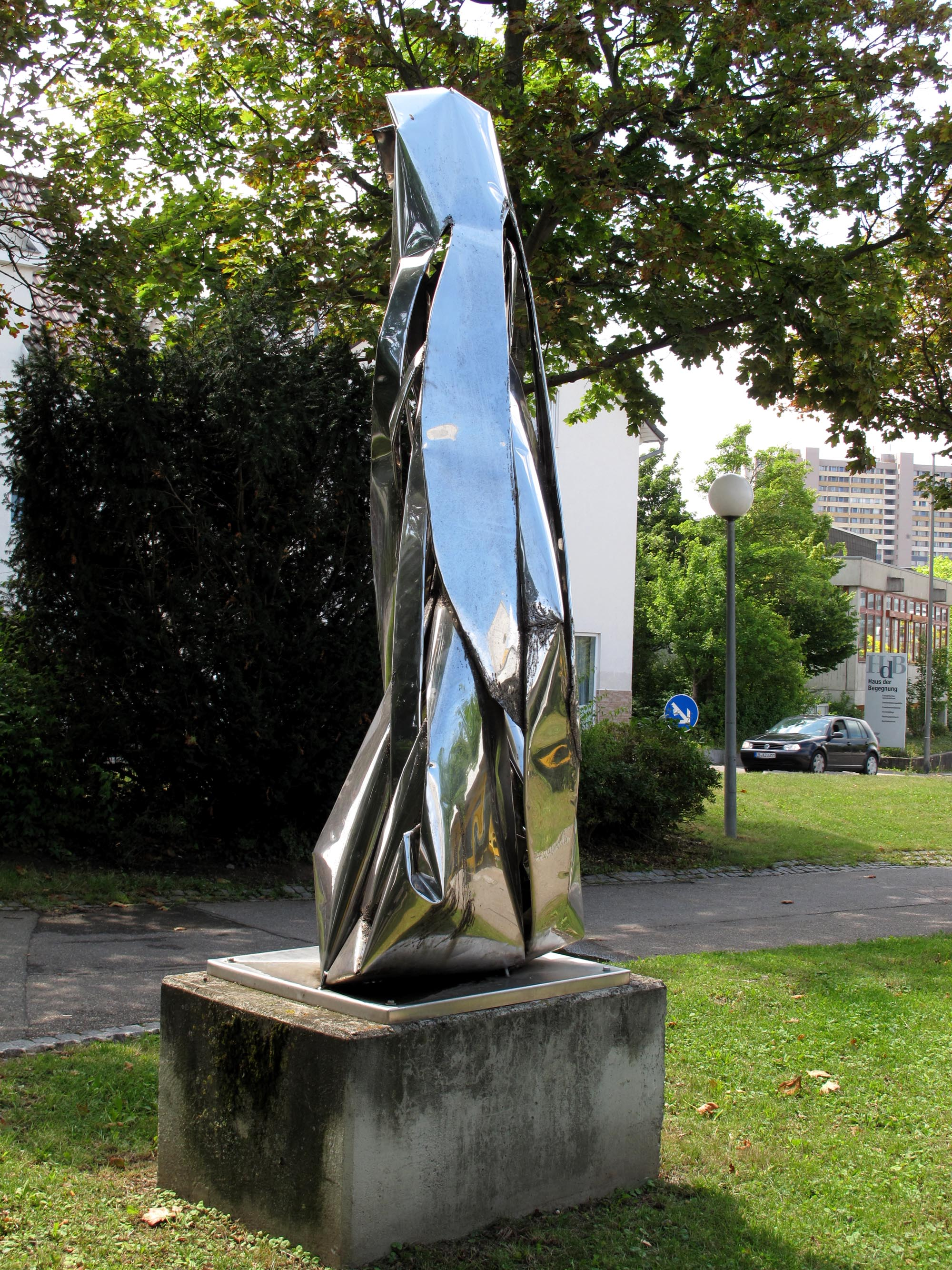
Karl-Heinz Franke: Kavernikus, Edelstahl, 1986, Leonberg

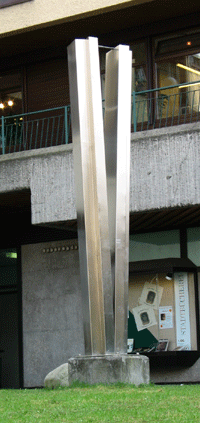
Karl-Heinz Franke: Burgenlandschaft, Chrom-Nickel-Stahl, 1984, Feuerbacher Burgenlandzentrum

Karl-Heinz Franke (* 22. Juni 1916 in Berlin; † 3. Januar 2006) war ein deutscher Maler und Bildhauer.

## Leben
Karl-Heinz Franke wurde 1916 in Berlin geboren und wuchs in Zerbst auf. Zwischen 1932 und 1937 absolvierte er eine Ausbildung zum Theatermaler am Dessauer Landestheater und studierte Malerei an der Technischen Lehranstalt Dessau bei Professor Wilhelm Danz und Professor Albrecht.
Nach Wehr- und Kriegsdienst und anschließender Gefangenschaft arbeitete er ab 1946 als Bühnenbildner am „Theater der Jugend“. Im Jahre 1949 wurde er Schüler von Professor Willi Baumeister an der Kunstakademie in Stuttgart.
Bereits 1950 trat er der Künstlergruppe „Süd West“ und 1955 der im Jahre 1945 gegründeten Künstlergruppe Der Rote Reiter bei, die in ihrer Ausstellung im Jahre 1950 sowohl die Expressionisten wie Heckel, Rohlfs, Campendonk und Pechstein als auch die der abstrakten Kunst verpflichteten Künstler Baumeister, Ackermann, Kerkovius und Thomas Schubert zeigte.
Neben seinen Tätigkeiten an verschiedenen Theatern im südwestdeutschen Raum ist Karl-Heinz Franke von 1951 bis 1980 als ständiger Bühnenbildner und Ausstattungsleiter an der Komödie im Marquardt in Stuttgart und beim SDR-Fernsehen beschäftigt, entwickelt aber parallel dazu, ganz der Grundüberzeugung der Künstlergruppe „Rote Reiter“ entsprechend, jenseits von Naturalismus und Materialismus, hinter der Erscheinungswelt in künstlerischem Ringen den wahren abstrakten Ausdruck der Raumdesillusionierung. Insofern war er, wie Günter Wirth es formulierte, der Denker der Fläche.
Bereits in den sechziger Jahren entwickelte Karl-Heinz Franke auch seine den Raum spiegelnden Edelstahlobjekte, die insbesondere durch seinen „Edelstahl-Säulenwald vor der Stuttgarter Liederhalle“ aus dem Jahre 1979 große Aufmerksamkeit fanden.
Von 1974 bis 1981 war er künstlerischer Leiter der Galerie im Kolpinghaus in Stuttgart.
1982 zog er um nach Bad Liebenzell.
Im Jahre 1984 gründete er die Gruppe Konstruktive Tendenzen.
Karl-Heinz Franke starb am 3. Januar 2006 und hinterließ ein Gesamtwerk von circa 450 – 500 Ölgemälden, 150 Graphiken und 70 plastischen Werken. Darüber hinaus eine ungezählte Anzahl an Seriegrafien und Skizzen.

## Ausstellungen
- Einzelausstellungen: Augsburg, Belgien, Berlin, Erlangen, Esslingen, Frankreich, Jerusalem, Karlsruhe, Österreich, Schweiz, Stuttgart, USA.

- Gruppenausstellungen: Berlin, Frankreich, Italien, Kairo, Köln, München, Nürnberg, Schweiz, UdSSR, USA.

## Galerie

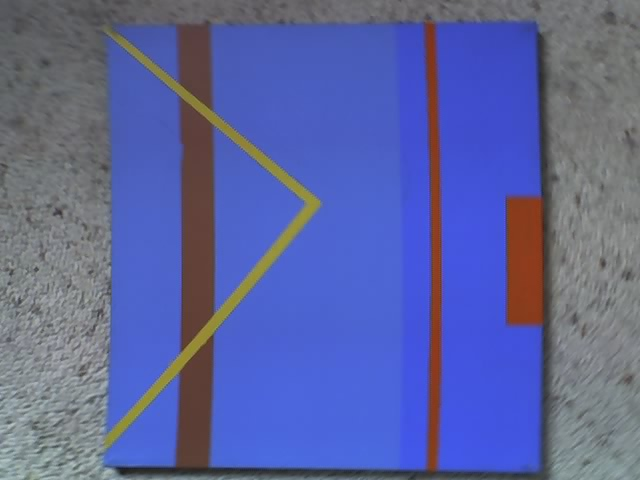
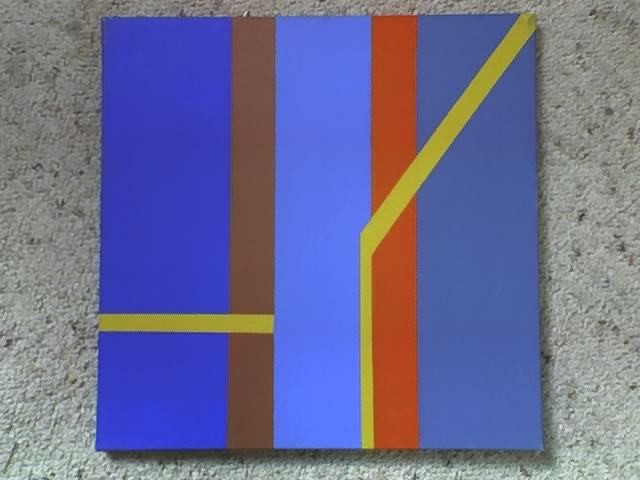
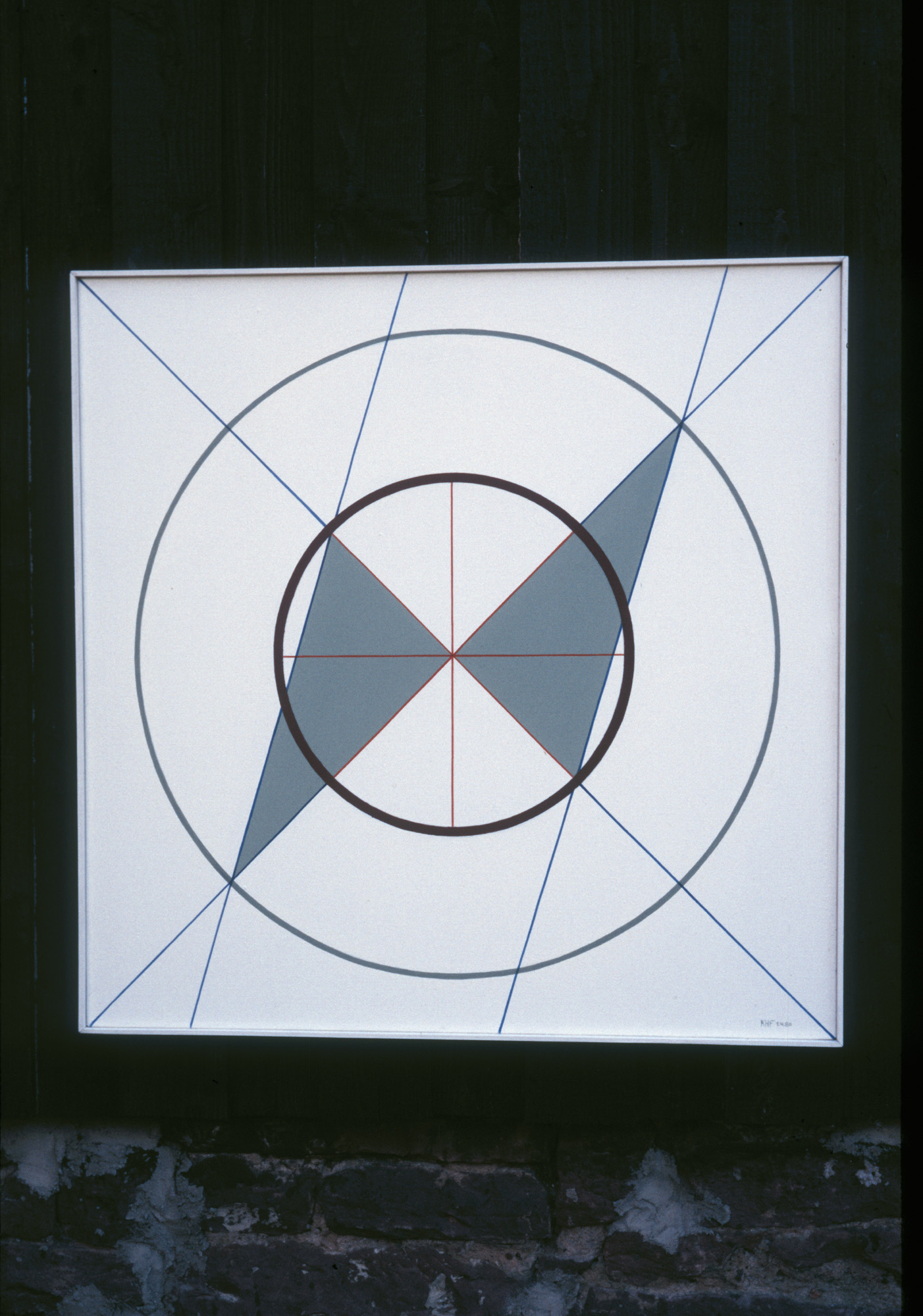
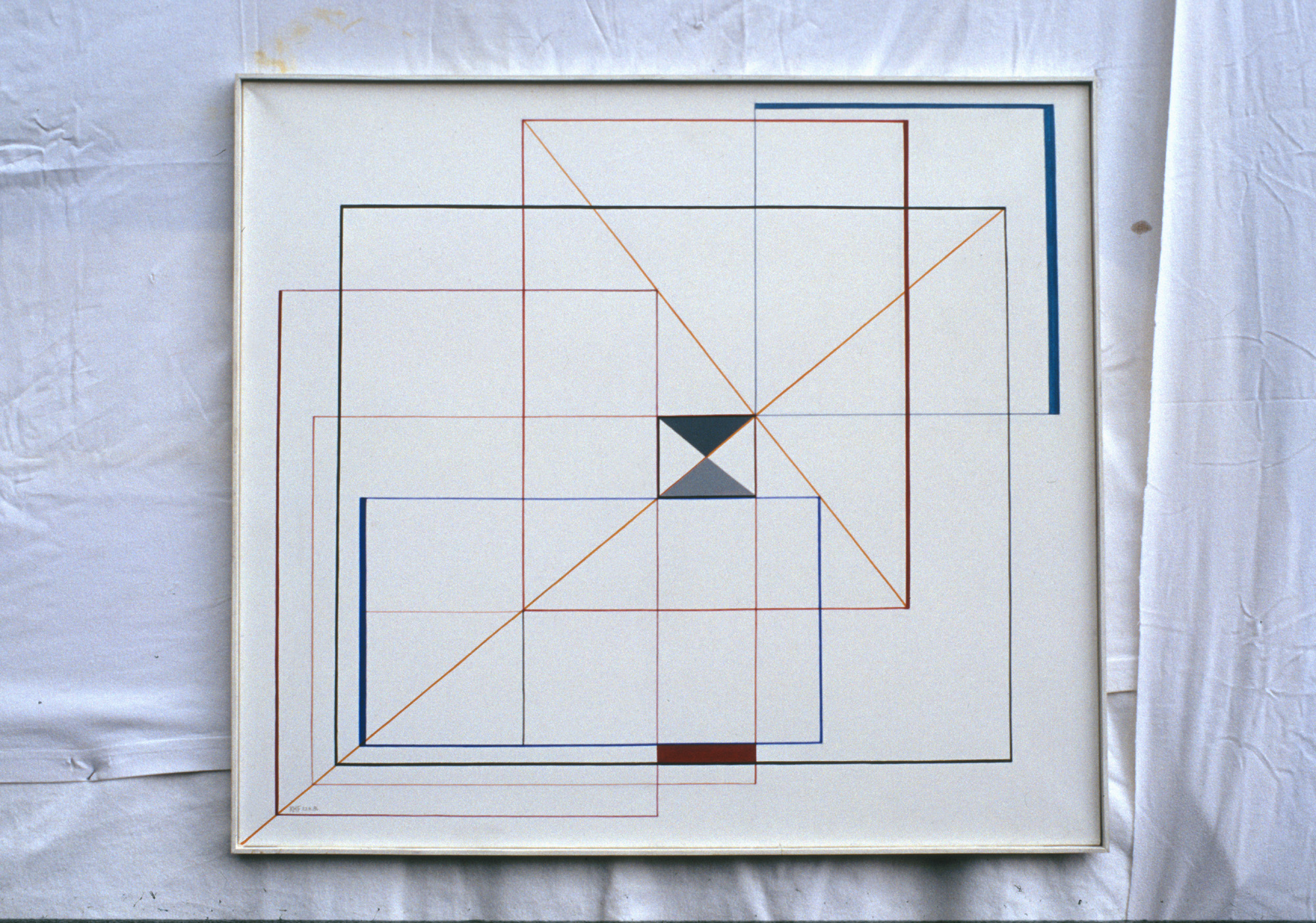